# Фукуда, Коити
Коити Фукуда (яп. 福田耕一 Фукуда Ко:ити, англ. Koichi Fukuda), родился 1 июля 1975 года в Осаке, Япония — японско-американский музыкант и ведущий гитарист, программист, играющий на клавишных инструментах в индастриал-метал-группе Static-X.

## Карьера
В 1994 году Коити Фукуда прочитал объявление о поиске соло-гитариста в местной газете, которое дали Уэйн Статик и Кен Джей, им нужны были единомышленники, готовые создать с ними новую группу, после прослушивания Коити Фукуда был принят в состав группы на правах гитариста, клавишника и программиста.
После записи Demo альбомов и заключения группой Static-X контракта с Warner Bros Records в начале 1998 года, он принимал участие в записи первого альбома Wisconsin Death Trip, но после выпуска альбома и завершения турне в поддержку дебютного альбома покинул группу из за личных проблем. Во втором студийном альбоме Machine Коити Фукуда участвовал в записи только одной песни «Otsego Undead» в качестве клавишника. Он возражал против увольнения Триппа Эйзена, в феврале 2005 года, Трипп Эйзен был арестован в связи с сексуальным скандалом, связанным с несовершеннолетними, и вскоре был уволен из группы. В начале марта 2005 года, Коити Фукуда вернулся в группу. Коити Фукуда в альбоме Start a War отвечал за клавишные и гитару. Во время сольного выступления он сформировал свою группу Revolve, которая добилась неплохого успеха на местом уровне и сыграла пару концертов в Калифорнии. Во время записи альбома Cannibal он присоединился к группе на постоянной основе.

На возвращение Коити Фукуды в группу Уэйн Стэтик сказал:
«Мы пригласили Коити вернуться, чтобы сделать программирование в альбоме Start a War. В это время Трипп был арестован… Моей первой мыслью было спросить Коити, может он вернуться и не против, что мы собираемся уволить Триппа, Коити возражал против увольнения Триппа, но я настоял на своём и Коити сказал что согласен вернуться. Он был с нами в Лос-Анджелесе, играл в нашем первом альбоме и совершил первые два года турне вместе с группой. Он был в студии с нами с октября, и участвовал в написании материала нового альбома, и это помогло его естественному возвращению в группу».
В 2010 году Фукуда присоединился к "Drugstore Fanatics".
Фукуда внес свой вклад в альбом KMFDM WTF?!, сыграв на гитаре в песне "Come On – Go Off".
Фукуда также внес свой вклад в ремикс-EP Wednesday 13 2011 года "Re-Animated".
Треки с EP были переизданы как часть диска 4 для бокс-сета "Dead Meat: 10 Years of Blood, Feathers & Lipstick", выпущенного в среду, под названием "Re-Animated Resurrected". На диске также были представлены дополнительные ремиксы от Коити.
В 2015 году Фукуда был участником австралийской рок-группы Bellusira, работавшей в Лос-Анджелесе.
В октябре 2018 года было объявлено, что Фукуда – вместе с двумя участниками оригинального состава, басистом Тони Кампосом и барабанщиком Кеном Джеем – примет участие в воссоединении Static-X, которые планировали выпустить новый альбом и отправиться в тур в 2019 году в честь памяти своего бывшего товарища по группе Уэйна Статика. Первый из этих альбомов, который с тех пор был объявлен разделенным на две части, под названием Project Regeneration Vol. 1, был выпущен в июле 2020 года.

## Оборудование
- ESP Guitars[10] и Ibanez Guitars(особенно ему нравится модели RGR, с обратным направлением головки грифа)[11]
- Seymour Duncan Distortion и Custom bridge pickups, с Cool Rails в позиции "бридж" (возле подставки).
- Hughes & Kettner Switchblade heads.
- BOSS GS-10 effects unit.
- Electro-Voice digital wireless system. (тот же самый использование Уэйна Стэтика)

## Дискография
- 1999: Wisconsin Death Trip
- 2001: Machine ‡
- 2005: Start a War ‡‡
- 2007: Cannibal
- 2009: Cult of Static
- 2020: Project Regeneration

‡ Коити участвовал только одном треке Ostego Undead в качестве клавишника, а во всех песнях участвовал Трипп Эйзен
‡‡ Коити участвовал только в концертах при поддержке альбома и видеоклипах, а в партии на соло-гитаре участвовал Трипп Эйзен, хотя его уволили из группы